# Marcus Nonius Macrinus
Marcus Nonius Macrinus Marcus Aurelius római császár kedvenc hadvezére volt, aki i.sz. 154-ben helyettesítő consulként is működött. Nem ismerjük személyes adatait, de valószínűsíthető, hogy a Gladiator című mozifilm főhősét, Maximus Meridius Decimust róla mintázták, bár annyit tudunk Macrinusról, hogy nem gladiátorként, hanem megbecsült vagyonosként, természetes halállal halt meg Rómában.